# Lista francuskich typów okrętów podwodnych
| Typ               | Wodowanie | Uwagi                                                            |
| ----------------- | --------- | ---------------------------------------------------------------- |
| „Gymnôte”         | 1888      | pojedyncza jednostka                                             |
| „Gustave Zédé”    | 1893      | pojedyncza jednostka                                             |
| Morse             | 1899      |                                                                  |
| „Narval”          | 1899      | pojedyncza jednostka                                             |
| Sirène            | 1901      |                                                                  |
| Farfadet          | 1901      |                                                                  |
| Naïade            | 1903      |                                                                  |
| „Dauphin”         | 1904      | pojedyncza jednostka, pierwotnie jako „X”                        |
| „Z”               | 1904      | pojedyncza jednostka                                             |
| Aigrette          | 1904      |                                                                  |
| „Y”               | 1905      | pojedyncza jednostka                                             |
| „Omega”           | 1905      | pojedyncza jednostka                                             |
| Émeraude          | 1906      |                                                                  |
| Circé             | 1907      |                                                                  |
| Pluviôse          | 1907      |                                                                  |
| „Archimède”       | 1909      | pojedyncza jednostka                                             |
| „Charles Brun”    | 1910      | pojedyncza jednostka                                             |
| Brumaire          | 1911      |                                                                  |
| Delfin            | 1911      | 2 okręty dla Grecji                                              |
| „Mariotte”        | 1911      | pojedyncza jednostka                                             |
| „Amiral Bourgois” | 1912      | pojedyncza jednostka                                             |
| Clorinde          | 1913      |                                                                  |
| Gustave Zédé      | 1913      |                                                                  |
| Armide            | 1913      |                                                                  |
| Amphitrite        | 1914      |                                                                  |
| Bellone           | 1914      |                                                                  |
| Dupuy de Lôme     | 1915      |                                                                  |
| Diane             | 1915      |                                                                  |
| Joessel           | 1917      |                                                                  |
| Lagrange          | 1917      |                                                                  |
| O’Byrne           | 1919      |                                                                  |
| „Maurice Callot”  | 1921      | pojedyncza jednostka                                             |
| „Pierre Chailley” | 1922      | pojedyncza jednostka                                             |
| Requin            | 1924      |                                                                  |
| Sirène            | 1925      |                                                                  |
| Ariane            | 1925      |                                                                  |
| Circé             | 1925      |                                                                  |
| Katsonis          | 1926      | 2 okręty dla Grecji                                              |
| Ronis             | 1926      | 2 okręty dla Łotwy                                               |
| Protefs           | 1927      | 4 okręty dla Grecji                                              |
| Redoutable        | 1928      |                                                                  |
| Osvetnik          | 1928      | 2 okręty dla Jugosławii                                          |
| Saphir            | 1930      |                                                                  |
| Wilk              | 1929      | 3 okręty dla Polski                                              |
| „Surcouf”         | 1929      | pojedyncza jednostka                                             |
| Argonaute         | 1929      |                                                                  |
| Diane             | 1930      |                                                                  |
| Orion             | 1931      |                                                                  |
| Minerve           | 1934      |                                                                  |
| Aurore            | 1939      |                                                                  |
| Narval            | 1954      |                                                                  |
| Aréthuse          | 1957      |                                                                  |
| Daphné            | 1959      | 4 okręty dla Hiszpanii, nosiły miano typu Delfin                 |
| Le Redoutable     | 1967      | Ostatnia jednostka zwana jest czasem odrębnym typem L'Inflexible |
| Agosta            | 1974      | 2 okręty dla Pakistanu pod nazwą typu Hashmat                    |
| Rubis             | 1979      | Po modernizacji w latach 90., zwane także typem Améthyste        |
| Le Triomphant     | 1994      |                                                                  |
| Agosta 90B        | 1998      | 3 okręty dla Pakistanu, gdzie noszą miano typu Khalid            |
| Scorpène          | 2003      | Typ eksportowy dla różnych krajów                                |
| Barracuda         | 2009      |                                                                  |